# テーオドール・ゴルトシュテュッカー
テオドール・ゴルトシュテュッカー（Theodor Goldstücker、1821年1月18日 ケーニヒスベルク・プロイセン - 1872年5月6日 ロンドン）は、ドイツの東洋学者、サンスクリット研究者。

## 生涯
テオドール・ゴルトシュテュッカーは、1836年よりケーニヒスベルク大学で学問を修め、1838年から1849年までボン大学にて文学、東洋学及び哲学の研究に従事した。
その後パリに渡り、当地で保管されていた大量のサンスクリット語の手稿を研究した。1846年にドイツに戻り、ほとんどの時間をベルリンで過ごした。
1850年にロンドンに渡航し、ホーラス・ヘイマン・ウィルソンの手引きで1851年ロンドン大学のサンスクリット教授となった。同時にウィルソンは自身の「サンスクリット語辞典」の改訂をゴルトシュテュッカーに委任したが、Aの部だけで480ページに膨れ上がったために放棄された。

## 主要な著作
- anonym: Prabodha-Chandrodaya. Königsberg 1842 （未完）.
- Pânini: his place in Sanskrit literature. London 1861 （主著）.
- Sanskrit Dictionary. 6 Hefte. London 1856–1864 （未完）.
- Jaiminiya-nyâya-mâlâ-vistara. 5 Hefte. London 1865–1867 （未完）.
- Der Briefwechsel zwischen Theodor Goldstücker und Rudolf Virchow, 1848 bis 1878 (= Rudolf Virchow: Sämtliche Werke. Bd. 61). Zum ersten Mal vollständig in historisch-kritischer Edition vorgelegt von Christian Andree. Olms, Hildesheim 2007, ISBN 978-3-487-13255-6